# Illa Bisericuța
L'illa Bisericuța (en romanès, Insula Bisericuța, literalment «illa Església», o «illa de les Esglésies») és un terreny de 360 m de llarg per 58 m d'ample, que es troba a les aigües del llac Razim. La meitat de la superfície de l'illa està ocupada per un turó de pedra calcària amb una actitud de 9 m. A l'illa s'han descobert restes arqueològiques, disposades en diverses capes, començant per l'època hel·lenística (segles V - IV aC). Hr), llavors l'època romana, sent la més nova les traces que daten de l'inici medieval (segles X-XII).